# Lorenzo Brino
Lorenzo Nathaniel Brino (* 21. September 1998 in Los Angeles, Kalifornien; † 9. März 2020 in Yucaipa, Kalifornien) war ein amerikanischer Schauspieler. Er spielte zusammen mit seinem Bruder Nikolas Landon Brino in der Serie Eine himmlische Familie das Zwillingspaar Samuel „Sam“ und David Camden.

## Leben
Lorenzo Brino wurde im Kaiser Permanente Medical Center in Woodland Hills, einem Stadtteil von Los Angeles, geboren. Es war eine Vierlingsgeburt und Lorenzo wuchs zusammen mit seinen gleichaltrigen Geschwistern Nikolas, Myrinda und Zachary auf. Die Geschwister haben auch noch einen 1979 geborenen Halbbruder namens Antonio. Ihre Eltern sind der Techniker Tony Brino und die Hausfrau Shawna Cumming Brino, die seit 1994 miteinander verheiratet sind. 
Auf die Arbeit bei der Serien-Produktion Eine himmlische Familie kamen die Brinos durch einen Zufall. Während der letzten vier Monate ihrer Schwangerschaft im Krankenhaus freundete sich Shawna mit der Mutter der Drillinge an, die in der Serie Friends spielten. In der dritten und vierten Staffel der Serie wurden alle Brino-Vierlinge, auch Myrinda, für die Darstellung der Zwillinge Sam und David eingesetzt, ab der fünften Staffel aber nur noch Nikolas (für die Darstellung von David Camden) und Lorenzo (für die Darstellung von Samuel Camden) genommen.
Lorenzo Brino kam am 9. März 2020 im Alter von 21 Jahren bei einem Autounfall ums Leben. Gegen 3 Uhr früh verlor er in der kalifornischen Kleinstadt Yucaipa die Kontrolle über seinen Toyota Camry und prallte danach gegen einen Strommast. Brino war auf der Stelle tot.

## Filmografie
- 1999–2007: Eine himmlische Familie (137 Episoden)